# Біодеградація

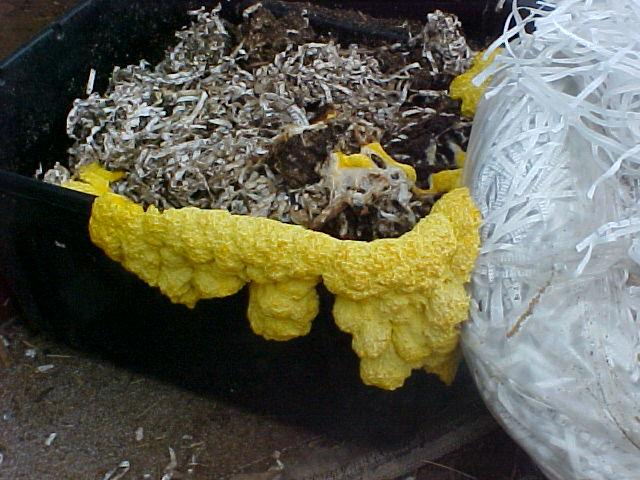
Жовта пліснява

Біодеградація (біологічний розпад, біорозкладання) — руйнування складних речовин, матеріалів, продуктів в результаті діяльності живих організмів; найчастіше при згадці біодеградації йдеться про дію мікроорганізмів, грибів, водоростей. Однак, в строгому сенсі, розмірами біологічних організмів термін не визначається.
Швидкість біодеградації визначається видом/видами організмів, які беруть участь, умовами (температурою, вологістю), освітленістю і багатьма іншими чинниками.

## Різновиди
Розрізняють такі види біодеградації:
1. Первинна — зміна хімічної структури субстанції з втратою нею основних своїх специфічних властивостей.
2. Кінцева — цілковите руйнування сполуки до повністю окиснених чи відновлених форм простих молекул (таких як CO2 /метан, нітрат/амоніак, вода). Треба зазначити, що такі продукти можуть бути шкідливішими, ніж вихідні.
3. Прийнятна для середовища — біодеградація внаслідок якої зникають небажані властивості сполук. Збігається з первинною, при умові її перебігу в природному середовищі.

## Роль в біосфері
Біодеградація — один з основних механізмів знищення відходів діяльності людини в природі: як відходів, власне, життєдіяльності, так і промислових відходів. У більшій чи меншій мірі біодеградації схильні майже всі органічні та багато неорганічні забруднювачі, за винятком, хіба що, радіоактивних речовин. Саме біодеградація є основним механізмом самовідновлення/опору екосистем антропогенним впливам.

## Використання людиною
Явище може використовуватися для практичних, не природоохоронних цілей. Наприклад, біодеградація побутових (харчових) відходів, використовується для отримання біогазу. При цьому експлуатується той факт, що, споживаючи відходи різного характеру, мікроорганізми виділяють один і той же продукт — метан.

## Негативні аспекти
Старіння / руйнування матеріалів, псування харчових продуктів.

## Методи боротьби
- Охолодження. Найвідоміший прилад для боротьби з біодеградацією продуктів — побутові холодильник і морозильник. Охолодження / заморожування загальмовує або зупиняє життєдіяльність більшості організмів. Це робить можливим тривале зберігання не тільки харчових продуктів, а й, наприклад, біомедичних зразків, медикаментів, хімічних і біологічних речовин (білків, розчинів амінокислот тощо). Найчастіше зустрічаються ступені охолодження: близько 5 °C — звичайні холодильники; близько −15 °C — побутові морозильники; до −80 °C і до −135 °C — морозильники глибокого замороження — часто застосовуються для зберігання біологічних зразків; −196 °C — прилади та пристрої, що використовують рідкий азот (кріоконсервація) — зазвичай застосовуються для зберігання особливо чутливих до біорозкладу медичних зразків.
- Хімобробки. Просочення матеріалів або обробка їх поверхонь речовинами, отруйними (рідше — відлякувальними) для організмів, що викликають біодеградацію. Прикладом може просочування деревини, що запобігає гниття і / або розвиток цвілі.
- Висушування часто дозволяє істотно знизити швидкість біодеградації, адже організми для життєдіяльності потребують воду. Наприклад, звичайне м'ясо при 5 °C псується вже через кілька днів, в той час, як сушене зберігається роками при кімнатній температурі (і низькій вологості). Амінокислота триптофан, розчинена у воді, біорозкладається протягом тижнів, частіше — днів, у той час, як суху речовину зберігається місяцями без істотних змін.
- Стерилізація:
  - Термічна обробка найчастіше застосовується до харчових продуктів. Нагрівання дозволяє знищити бактерії та, найчастіше, їхні спори, таким чином, затримуючи процеси біодеградації. Розрізняють різні ступені термообробки та різні способи її проведення, наприклад: пастеризацію, кип'ятіння, термічну стерилізацію, автоклавування.
  - Ультрафіолетова обробка. Обробка ультрафіолетовим світлом дозволяє знищити мікроорганізми в приміщенні та на відкритих поверхнях, таким чином, зменшити швидкість біодеградації. Метод широко використовується в біохімічних та біомедичних лабораторіях. Недолік методу: ультрафіолетова обробка деструктивно діє на багато матеріалів, в особливості на пластмаси.
  - Радіаційна обробка — знищення живих організмів йонізівним випромінюванням.